# Epitripta
Falcimala là một chi bướm đêm thuộc họ Noctuidae.

## Loài
- Epitripta acosmopis Turner, 1902